# RKS Radomsko
Le RKS Radomsko est un club de football polonais fondé en 1979, basé à Radomsko et disparu en 2007.

## Histoire
Fondé en 1979, le RKS Radomsko joue à ses débuts en quatrième division polonaise, jusqu'en 1993 où il atteint la troisième division, puis la deuxième deux ans plus tard.
En 2000, le RKS Radomsko parvient jusqu'aux demi-finales de la Coupe de Pologne et s'incline face au futur vainqueur de l'épreuve, l'Amica Wronki. En 2001, Radomsko se classe premier de II liga et accède à l'élite du football polonais. Sixième du groupe B de I liga, il échoue lors de la deuxième partie de la saison et termine à la quatorzième place, synonyme de barrages. Face au Szczakowianka Jaworzno, Radomsko échoue de peu et retourne en deuxième division. L'année suivante, le club atteint de nouveau les demi-finales de la coupe nationale, mais bute sur le Wisła Płock et Ireneusz Jeleń, deux fois buteur.
Criblé de dettes (sept millions de złotys) après sa relégation en cinquième division en 2007, et malgré la vente de son stade à la municipalité, le RKS Radomsko met la clé sous la porte. Quelques supporters décident alors de fonder leur propre club, le RKS 1979 Radomsko.

## Palmarès
- Coupe de Pologne :
  - Demi-finaliste (2) : 2000, 2003
- Championnat de Pologne de D2 :
  - Champion (1) : 2001